# AZS Koszalin
El AZS Koszalin es un equipo de baloncesto polaco que compite en la TBL, la primera división del país. Tiene su sede en la ciudad de Koszalin. Disputa sus partidos en el Hala Widowiskowo-Sportowa, con capacidad para 3000 espectadores.

## Nombres
- AZS BWSH Zagaz Koszalin (1999-)
- AZS Gaz Ziemny (-2006)
- AZS (2006-)

## Resultados en la Liga polaca
| Temporada | Nivel | Liga | Pos | Copa de Polonia | Competiciones europeas | Competiciones europeas | Competiciones europeas |
| --------- | ----- | ---- | --- | --------------- | ---------------------- | ---------------------- | ---------------------- |
| 2009–10   | 1     | PLK  | 6º  | Campeón         |                        |                        |                        |
| 2010–11   | 1     | PLK  | 8º  |                 |                        |                        |                        |
| 2011–12   | 1     | PLK  | 8º  |                 |                        |                        |                        |
| 2012–13   | 1     | PLK  | 7º  | Finalista       |                        |                        |                        |
| 2013–14   | 1     | PLK  | 8º  |                 |                        |                        |                        |
| 2014–15   | 1     | PLK  | 5º  |                 |                        |                        |                        |
| 2015–16   | 1     | PLK  | 12º | Semifinalista   |                        |                        |                        |
| 2016–17   | 1     | PLK  | 14º |                 |                        |                        |                        |
| 2017–18   | 1     | PLK  | 13º |                 |                        |                        |                        |

## Palmarés
- Copa de Polonia
  - Campeón (1): 2010
  - Subcampeón (1): 2013

## Jugadores destacados
| - Dzianis Korshuk - Aliaksandr Kudrautsau - Goran Vrbanc - Robert Reed - Gediminas Navickas - Tom Timmermans - Ime Oduok - Rafał Bigus - Marcin Dutkiewicz - Mateusz Jarmakowicz - Paweł Mróz - Piotr Stelmach - Szymon Szewczyk - Łukasz Wiśniewski - Dariusz Zelig - Sergei Krasavtsev - Souleymane Wane - Milos Sporar - Slavisa Bogavac - Vladimir Colic - Mirko Kovac - Dragan Labović | - Marko Lekic - Zoran Popović - Ivan Radenović - Vladimir Tica - Sasa Vukas - Jovan Zdravković - Joe Adkins - Rick Anderson - Cameron Bennerman - Steffon Bradford - Christian Burns - Brandon Callahan - Donald Cole - Ricondo Crutchfield - Morris Curry - Larry Daniels - Brent Darby - LaceDarius Dunn - Jerry Evans - Callistus Eziukwu - Winsome Frazier - Phil Goss | - Marquise Gray - Gary Hamilton - Charles Hanks - Stefhon Hannah - Darrell Harris - Cliff Hawkins - Michael Haynes - Chris Hunter - Lance Jeter - Rob Jones - Kirk King - Damien Kinloch - Michael Kuebler - LaMont McIntosh - Willie Mitchell - J.J.Montgomery - Dan Oppland - George Reese - Grady Reynolds - Jeff Robinson - Garrick Sherman - Ramar Smith | - Jermaine Spivey - Kevin Steenberge - Marshall Strickland - Dante Swanson - Raymond Sykes - D.J.Thompson - Terrance Woodbury - Qyntel Woods - Charlie Mandic - Greg Surmacz - Igor Milicić - Martin Ides - Oded Brandwein - Brahima Konare - Joshua Gomes - Jermaine Hall - Sek Henry - Dane Johnson - Brandon Spann - Jeff Nordgaard - Javier Mojica |